# Digne d'une reine
Digne d'une reine est le troisième tome de la série de bande dessinée Les Mondes de Thorgal - Kriss de Valnor, dont le scénario a été écrit par Yves Sente et les dessins réalisés par Giulio De Vita. L'album fait partie d'une série parallèle (Les Mondes de Thorgal) qui suit les aventures de personnages marquants de la série.

## Synopsis
Le Roi Guérisseur, Taljar Sologhonn, guérit le chef d'un village viking en usant de pouvoirs rappelant ceux du peuple des étoiles. En échange celui-ci lui prête allégeance.
Kriss de Valnor et Hildebrün sont attaquées par trois brigands. Hildebrün en occit deux mais Kriss, se rappelant la mise en garde de la déesse Freyja, ne peut se résoudre à tuer le troisième.
Kriss raconte donc à son amante son passage chez les valkyries. Incrédule, Hildebrün vérifie cette histoire à l'aide d'un poisson qu'elle laisse mourir hors de l'eau : la pointe de flèche dans la poitrine de Kriss bouge alors, la blessant gravement. Hildebrün rejette le poisson à l'eau avant qu'il ne soit trop tard et tout rentre dans l'ordre pour Kriss.
Hildebrün explique ensuite à Kriss qu'elle est la fille du roi Guustavson, bon et juste, et la sœur du prince Althar, un lâche. 
Le symbole du pouvoir et de l'autorité du roi est le bâton de commandement, une sorte de canne que le roi doit présenter une fois l'an. Ce bâton est mis à l'abri sur une île toute l'année et n'a pas encore été rapporté au roi alors que le jour de sa présentation doit avoir lieu prochainement.
Les armées de l'empereur Magnus, adorateur du Dieu Yavhus, progressent vers le nord et menacent les Vikings. Sologhonn souhaite les unifier pour mieux combattre cet adversaire mais le roi Guustavson refuse de se rallier à lui.
Hildebrün est chargée par son père de retrouver le bâton de commandement qui se trouve être en la possession d'un marchand, Iourov.
Kriss et Hildebrün sont attaquées par des hommes envoyés par Althar qui s'apprête à trahir son père. Kriss tue plusieurs assaillants et Hildebrün est mortellement blessée. Aussitôt une valkyrie vient annoncer à Kriss qu'elle est libre, ayant "accompli une action digne d'élever une princesse en reine".
Le jour de la présentation du bâton de commandement par le roi Guustavson, Kriss apporte l'objet in extremis. Il s'ensuit une querelle au cours de laquelle le roi et son fils sont tués. 
Kriss récupère le bâton et s'assoit sur le trône vacant.

## Publications
- Le Lombard, novembre 2012,  (ISBN 978-2803631292)